# Ridgefield (hardware)
Ridgefield è una versione "ridotta" del core Wolfdale appartenente alla seconda generazione (costruita a 45 nm) della famiglia dei processori Core 2 Duo sviluppati da Intel sulla nuova architettura Core, ed è stato presentato il 20 aprile 2008.
Si tratta della stessa strategia adottata da Intel agli inizi del 2007 quando presentò il core Allendale come versione economica del core Conroe, predecessore di Wolfdale, e costruito a 65 nm.

## Ridgefield dimenticato?
In realtà, da diverso tempo non si hanno più notizie ufficiali del core Ridgefield e non è escluso che le sue caratteristiche siano state inglobate nel progetto principale Wolfdale. In effetti già le prime versioni di processore Core 2 Duo con cache dimezzata (2 MB rispetto ai 4 MB del progetto Conroe) venivano indicate da Intel come basate comunque su core Conroe invece che su Allendale. Queste ultime sono effettivamente arrivate sul mercato ma solo in un secondo tempo. La differenza fondamentale risiedeva nel fatto che mentre le prime CPU Core 2 Duo con solo 2 MB di cache erano in realtà dei core Conroe con metà cache disabilitata, le successive, basate quindi su core Allendale, erano prodotte direttamente con tale quantitativo di cache; in questo modo i costi produttivi si abbattono in quanto su un solo wafer è possibile produrre molti più core e quindi ogni singola CPU costa meno.
Non è quindi escluso, alla luce delle precisazioni appena esposte, che i modelli originariamente indicati come basati su core Ridgefield possano venire indicati da Intel ancora come Wolfdale, sebbene le intenzioni iniziali della compagnia indicassero questo progetto proprio con un nome dedicato.

## Caratteristiche tecniche

### Processo produttivo
Il nuovo processo costruttivo, che è rimasto quello dual core a Die Monolitico ha permesso di aumentare la cache L2 rispetto a Allendale ma in quanto versione ridotta di Wolfdale questa rimane comunque minore di quella da 6 MB del "fratello maggiore", ovvero 3 MB.
Le altre caratteristiche sono rimaste invece rimanere pressappoco le stesse, il bus è stato ridotto a 1066 MHz, il che è comunque un incremento rispetto a quello delle CPU Allendale, che è a 800 MHz, ma inferiore a quello di Wolfdale che utilizza BUS a 1333 MHz. Il nuovo quantitativo di cache L2 e le altre migliorie introdotte nell'architettura "Core" grazie a tutta la nuova famiglia di CPU a 45 nm, hanno fatto aumentare il numero di transistor di Ridgefield rispetto a Allendale, portandolo da 167 milioni a ben 205 milioni.

#### Sfruttamento della cache L2
Nei processori dual core e multi core si pone il problema di come sfruttare la grande dotazione di cache L2 e come gestirne l'accesso da parte dei vari core. L'approccio a die monlitico cui si è accennato poco sopra è solo uno degli approcci possibili nella realizzazione, e ognuno di questi comporta pro e contro relativamente ai metodi di fruizione di questa preziosa memoria aggiuntiva. Buona parte di questi aspetti è evidenziata nella voce Dual core (gestione della cache), in cui si fa riferimento anche ad altri processori che sfruttano i differenti approcci.

### Tecnologie implementate
Oltre alle ormai storiche istruzioni MMX, SSE, SSE2, SSE3, EM64T e alle tecnologie XD-bit e SpeedStep, in tutti i prodotti a 45 nm sono state integrate le nuove istruzioni SSE4, che erano attese già con la prima generazione dell'architettura "Core", ma furono poi rimandate a questi progetti in favore di una più semplice ottimizzazione delle SSE3 già incluse. Più precisamente sono state implementate solo 47 delle 54 istruzioni previste dal set SSE4 vero e proprio e per questo motivo Intel indica le nuove istruzioni inserite nelle evoluzioni a 45 nm dell'architettura "Core", come SSE4.1 (dove .1 indica la prima versione); l'intero set delle istruzioni, indicato come SSE4.2 verrà incorporato solo nella futura architettura Nehalem, successiva alla "Core".
Al pari di quanto avvenuto per il predecessore Allendale, invece, non è presente la tecnologia di virtualizzazione Vanderpool.

## Prezzi dei vari modelli al lancio
I nuovi modelli fanno parte della serie E7x00 e al momento del lancio ne venne presentato solo un modello:
- Core 2 Duo E7200 - 133 $

Successivamente venne lanciato anche un modello più potente:
- Core 2 Duo E7300 - 133 $

A fine 2008 è arrivato anche:
- Core 2 Duo E7400 - 133 $

Il prezzo di lancio di ogni nuovo modello è sempre lo stesso avuto dal predecessore fino a quel momento; al lancio dell'E7300, l'E7200 ha subito un ribasso a 113 $. Una cosa analoga è accaduta al momento della presentazione dell'E7400, mentre l'E7200 uscirà progressivamente di produzione.
Successivamente è arrivato anche:
- Core 2 Duo E7500 - 133 $

e ovviamente i restanti prezzi si sono allineati verso il basso.

## Modelli arrivati sul mercato
La tabella seguente mostra i modelli di Core 2 Duo, basati su core Ridgefield, arrivati sul mercato. Molti di questi condividono caratteristiche comuni pur essendo basati su diversi core; per questo motivo, allo scopo di rendere maggiormente evidente tali affinità e "alleggerire" la visualizzazione alcune colonne mostrano un valore comune a più righe. Di seguito anche una legenda dei termini (alcuni abbreviati) usati per l'intestazione delle colonne:
- Nome Commerciale: si intende il nome con cui è stato immesso in commercio quel particolare esemplare.
- Data: si intende la data di immissione sul mercato di quel particolare esemplare.
- Socket: lo zoccolo della scheda madre in cui viene inserito il processore. In questo caso il numero rappresenta oltre al nome anche il numero dei pin di contatto.
- N°Core: si intende il numero di core montati sul package: 1 se "single core" o 2 se "dual core".
- Clock: la frequenza di funzionamento del processore.
- Molt.: sta per "Moltiplicatore" ovvero il fattore di moltiplicazione per il quale bisogna moltiplicare la frequenza di bus per ottenere la frequenza del processore.
- Pr.Prod.: sta per "Processo produttivo" e indica tipicamente la dimensione dei gate dei transistors (180 nm, 130 nm, 90 nm) e il numero di transistor integrati nel processore espresso in milioni.
- Voltag.: sta per "Voltaggio" e indica la tensione di alimentazione del processore.
- Watt: si intende il consumo massimo di quel particolare esemplare.
- Bus: frequenza del bus di sistema.
- Cache: dimensione delle cache di 1º e 2º livello.
- XD: sta per "XD-bit" e indica l'implementazione della tecnologia di sicurezza che evita l'esecuzione di codice malevolo sul computer.
- 64: sta per "EM64T" e indica l'implementazione della tecnologia a 64 bit di Intel.
- HT: sta per "Hyper-Threading" e indica l'implementazione della esclusiva tecnologia Intel che consente al sistema operativo di vedere 2 core logici.
- ST: sta per "SpeedStep Technology" ovvero la tecnologia di risparmio energetico sviluppata da Intel e inserita negli ultimi Pentium 4 Prescott serie 6xx per contenere il consumo massimo.
- VT: sta per "Vanderpool Technology", la tecnologia di virtualizzazione che rende possibile l'esecuzione simultanea di più sistemi operativi differenti contemporaneamente.

| Nome Commerciale | Data        | Socket | N°Core | Clock    | Molt. | Pr.Prod.       | Voltag. | Watt | Bus      | Cache            | XD | 64 | HT | ST | VT |
| ---------------- | ----------- | ------ | ------ | -------- | ----- | -------------- | ------- | ---- | -------- | ---------------- | -- | -- | -- | -- | -- |
| Core 2 Duo E7200 | 20/apr/2008 | 775    | 2      | 2,53 GHz | 9,5x  | 45 nm 205 mil. | N.A.    | 65 W | 1066 MHz | L1=2x64KB L2=3MB | Sì | Sì | No | Sì | No |
| Core 2 Duo E7300 | 16/lug/2008 | 775    | 2      | 2,66 GHz | 10x   | 45 nm 205 mil. | N.A.    | 65 W | 1066 MHz | L1=2x64KB L2=3MB | Sì | Sì | No | Sì | No |
| Core 2 Duo E7400 | 16/nov/2008 | 775    | 2      | 2,8 GHz  | 10,5x | 45 nm 205 mil. | N.A.    | 65 W | 1066 MHz | L1=2x64KB L2=3MB | Sì | Sì | No | Sì | No |
| Core 2 Duo E7500 | 19/gen/2009 | 775    | 2      | 2,93 GHz | 11x   | 45 nm 205 mil. | N.A.    | 65 W | 1066 MHz | L1=2x64KB L2=3MB | Sì | Sì | No | Sì | No |

Nota: la tabella soprastante è un estratto di quella completa contenuta nella pagina del Core 2 Duo.

## Il successore
Tralasciando il fatto che non è chiarissimo se i modelli sopra citati vengono indicati da Intel come basati su core Ridgefield oppure ancora su core Wolfdale, in ogni caso il successore comune di questi due progetti sarà basato sulla nuova architettura Nehalem, successiva all'Intel Core Microarchitecture e attesa per la fine del 2008, ma non è ancora perfettamente chiaro se tale successore debba essere il core Bloomfield che sarà il primo processore a 4 core per il settore desktop, realizzato interamente con approccio a die monolitico, oppure il più semplice Clarkdale che, seppure basato anch'esso sulla nuova architettura, rimarrà ancora una CPU dual core.